# وستونیا (استرالیای غربی)
وستونیا (به انگلیسی: Westonia) یک منطقهٔ مسکونی در استرالیا است که در استرالیای غربی واقع شده‌است.